# Конопљарка
Конопљарка (лат. Linaria cannabina) је мала птица певачица из породице зеба, Fringillidae. Своје уобичајено име и научни назив, Linaria, добила је по својој склоности према семену конопље и лана - "flax" је енглески назив биљке од које се прави лан.

## Таксономија
Конопљарку је формално описао шведски природњак Карл фон Лиле у 10. издању своје „Systema Naturae“ 1758. године под биномним називом, Acanthis cannabina. Врста је раније била смештена у род Carduelis, али на основу резултата филогенетске анализе митохондријалних и нуклеарних ДНК секвенци објављених 2012. године, премештена је у род Linaria који је увео немачки природњак Јохан Матеус Бехштајн 1802. године.
Име рода linaria је латински израз за ткача платна, од речи linum, „лан“. Специфични епитет cannabina потиче од латинског израза за конопљу. Енглески назив има сличан корен, изведен је из старофранцуске речи linette, од речи lin, „лан“.
Постоји седам признатих подврста:
- Linaria cannabina autochthona (Clancey, 1946) - Шкотска
- Linaria cannabina cannabina (Linnaeus, 1758 ) – западна, централна и северна Европа, западни и централни Сибир; зимује у северној Африци и југозападној Азији
- Linaria cannabina bella ( Brehm, CL, 1845) - Блиски исток до Монголије и северозападне Кине
- Linaria cannabina mediterranea (Tschusi zu Schmidhoffen, 1903) - Иберијско полуострво, Италија, Грчка, северозападна Африка и медитеранска острва
- Linaria cannabina nana (Tschusi zu Schmidhoffen, 1901) – Мадеира
- Linaria cannabina meadewaldoi (Hartert, 1901) – западна и централна Канарска острва (Ел Хијеро и Гран Канарија)
- Linaria cannabina harterti (Bannerman, 1913) - источна Канарска острва (Алегранца, Ланзароте и Фуертевентура)

- мужјак Linaria cannabina mediterranea Национални парк Соус-Маса, Мароко
- женка Linaria cannabina mediterranea Национални парк Соус-Маса, Мароко
- младунац Linaria cannabina mediterranea Национални парк Соус-Маса, Мароко

## Опис
Конопљарка је 13-14 цм дугачка и тежи 15-26 г. Конопљарка је витка птица са дугим репом. Горњи делови тела су смеђи, грло је бело прошарано, а кљун је сив. Мужјак у гнездећем перју има сиви потиљак, црвену мрљу на глави и црвене груди. Женке и младе птице немају црвену боју и имају беле доње делове тела, док су груди жућкасто-жућкасте.

## Распрострањеност
Конопљарка се гнезди у Европи, западном Палеарктику и северној Африци. Конопљарка је делимично станарица, али многе источне и северне птице мигрирају даље на југ у подручју гнежђења или се селе ка обалама. Понекад се налазе и неколико стотина миља од обале. Унета је у Доминиканску Републику .

## Понашање
Отворено земљиште са густим жбуњем је пожељно за гнежђење, укључујући вресишта и баште. Гнездо гради у жбуњу, полажући четири до седам јаја.
Конопљарка може формирати велика јата ван сезоне гнежђења, понекад помешана са другим зебама, као што је планинска јуричица (Linaria flavirostris), на обалама и сланим мочварама.
Пријатна песма конопљарке садржи брзе трилере и цвркуте.
Храни се на земљи и ниско у жбуњу, а храна јој се углавном састоји од семенки, којим такође храни своје питће. Воли ситно до средње велико семе већине обрадивих корова, чворића, купусњача, укључујући пољску горушицу и хоћу-нећу, мишјакиње, маслачак, чичка, шљаке, мајчине траве, бели глог и брезу. У својој исхрани имају малу количину бескичмењака.

## Статус
Конопљарка је наведена у Акционом плану за биодиверзитет Уједињеног Краљевства као приоритетна врста. У Великој Британији конопљарка је заштићена Законом о дивљим животињама и селима из 1981. године.
У Британији, популације опадају, што се приписује све већој употреби хербицида, агресивном уклањању жбуња и прекомерном орезивању живе ограде; њена популација је смањена за 56% између 1968. и 1991. године, вероватно због смањења залиха семена и све веће употребе хербицида. Од 1980. до 2009. године, према Паневропској шеми за праћење заједничких птица, европска популација је смањена за 62%
Повољне праксе управљања пољопривредним земљиштем укључују:
- Издвајање
- Презимљавање стрништа
- Необрађиване маргине, јарци, углови поља
- Заштићена подручја
- Покривач за дивље птице, користећи биљке које производе мале, уљем богате семенке, као што су кељ, киноа, сенф и уљана репица Brassica napus
- Обнова ливада, обнова и стварање сенокосних ливада
- Кратке, густе, трновите живе ограде и жбуње за станиште за гнежђење

## Културне референце
Конопљарка је била популаран кућни љубимац у касној викторијанској и едвардијанској ери. Алфред, лорд Тенисон, је помињао „конопљарку рођену у кавезу“ у 27. песми своје поеме из 1849. године „In Memoriam A.H.H.“, истом одељку који садржи чувене стихове „Боље је волети и изгубити, него никада не волети“. Конопљарка се појављује у класичној британској песми за музичке дворане „Don't Dilly Dally on the Way“ (1919) која има поднаслов „Песма петлова конопљарке“. Лик у дечјој причи Оскара Вајлда „Одани пријатељ“ (1888), а Вајлд такође помиње како позив оглашавање буди „Себични див“ на једином дрвету где је пролеће у његовој башти. Вилијам Батлер Јитс евоцира слику конопљарке у „ Острво језера Инисфри “ (1890): „И вече пуно крила конопљарке“ а такође помиње птицу у својој песми „Молитва за моју ћерку“ (1919): „Нека постане цветајуће скривено дрво да све њене мисли буду попут конопљарке, и да немају другог посла него да шире своје великодушне звуке.“ У роману Чарлса Дикенса из 1840. године „Стара продавница куриозитета“, јунакиња Нел држи „само јадну конопљарку“ у кавезу, који оставља Киту као знак своје захвалности према њему.
Енглески барокни композитор Џон Блоу компоновао је оду поводом смрти свог колеге Хенрија Персела, „Ода поводом смрти господина Персела“, заснована на песми „Запамтите како певају шева и конопљарка“ песника Џона Драјдена .
„The Linnets“ су постали надимак Фудбалског клуба Кингс Лин, Фудбалског клуба Бурскоу и Фудбалског клуба Ранкорн Линетс (раније познатог као „Ранкорн ФК“ и Ранкорн ФК Халтон). Фудбалски клуб Бери Таун, фудбалски тим са седиштем у Јужном Велсу, такође је раније носио надимак „The Linnets“.
Роберт Бернсова песма из 1788. године „Мајчина тужбалица за смрћу сина“ такође говори о птици конопљарки која оплакује своје отето младунче.
Вилијам Блејк помиње „песму конопљарке“ у једној од песама под називом „Песма“ у својим Поетским скицама.
Волтер де ла Мареова песма „Конопљарка“, објављена 1918. године у збирци „Motley and Other Poems“, компонована је у музику од стране бројних композитора, укључујући Сесила Армстронга Гибса, Кенета Лејтона и Џека Гибонса.
Представа Холандије на Песми Евровизије 2014. „The Common Linnets“ је директна референца на птицу.
Вилијам Вордсворт је тврдио да песма о обичној конопљарки пружа више мудрости него књиге у трећој строфи песме „The Tables Turned“:
Books! 'tis a dull and endless strife:

Come, hear the woodland linnet,

How sweet his music! on my life,

There's more of wisdom in it.
Колега енглески песник Роберт Бриџис је уместо тога користио конопљарку да изрази ограничења поезије — концентришући се на тешкоћу у поезији да пренесе лепоту птичје песме. У првој строфи је написао:
I heard a linnet courting

His lady in the spring:

His mates were idly sporting,

Nor stayed to hear him sing

His song of love.—

I fear my speech distorting

His tender love.
Мјузикл „Свини Тод“ садржи песму „Зелена зеба и птица конопљарка“, у којој се млада дама затворена у својој соби пита зашто птице у кавезима певају:
Green finch and linnet bird,

Nightingale, blackbird,

How is it you sing?

How can you jubilate,

Sitting in cages,

Never taking wing?
У песми Емили Дикинсон „Јутра попут ових - растали смо се -“ последњи стих гласи: „И ова конопљарка је одлетела!“

## Галерија
- Млади у гнезду Основна школа Церкница Словенија
- Конопљарка Молдавија
- Crossley ID водич за Британију и Ирску